# 古羅馬廣場
古羅馬廣場（拉丁語：Forum Romanum）位於義大利羅馬帕拉蒂尼山與卡比托利欧山（Collis Capitolinus）之間，它是古羅馬時代的城市中心，包括一些羅馬最古老與最重要的建築。

## 建筑

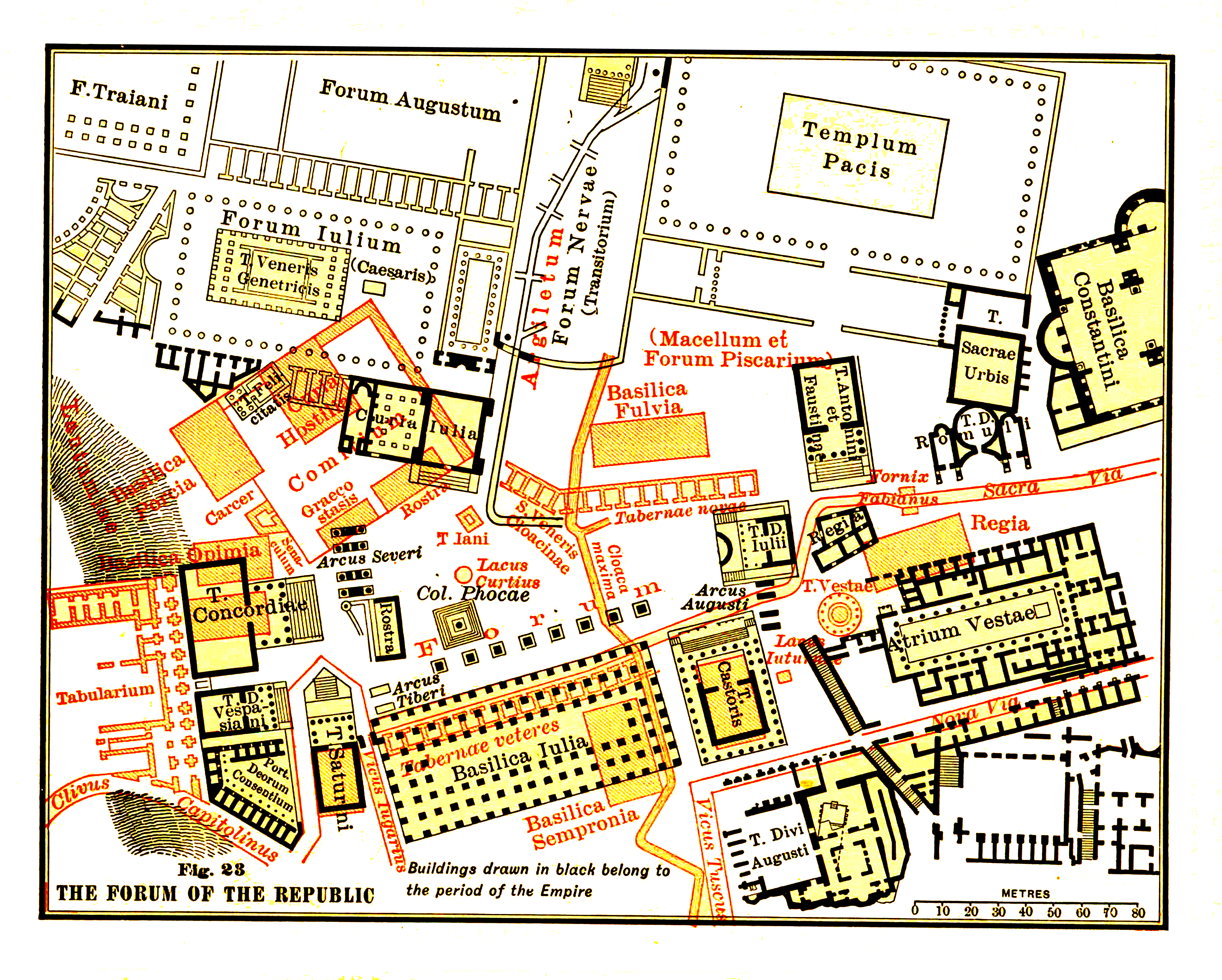
古羅馬廣場地图

### 凯旋门
- 提图斯凯旋门（意大利文：Arco di Tito）
- 塞维鲁凯旋门
- 奥古斯都凯旋门（遗迹不存）
- 提庇留凯旋门

### 巴西利卡
- 君士坦丁大会堂
- 朱里亚巴西利卡
- 艾米利亚巴西利卡（Basilica Aemilia）

### 神庙
- 凯撒神庙（拉丁文：Aedes Divi Iulii，意大利文：Tempio del Divo Giulio）
- 灶神庙（拉丁文：Aedes Vestae，意大利文：Tempio di Vesta）
- 卡斯托尔和波吕克斯神庙
- 农神庙
- 维纳斯和罗马神庙
- 安托尼努斯和法乌斯提那神庙
- 韦帕芗和提图斯神庙
- 协和神庙
- Shrine of Venus Cloacina

### 其他建筑
- 贞女之家（拉丁文：Atrium Vestae，意大利文：casa delle vestali）
- 雷吉亚（Regia）：最初是罗马王宫，后来是罗马大祭司公署
- 演讲台（Rostra）
- 元老院
- 档案馆（Tabularium）
- Gemonian台阶
- 卡比托利欧坡道（Clivus Capitolinus）：始于提庇留凯旋门，环绕农神庙，止于卡比托利欧山的街道
- 罗马中心原点（Umbilicus Urbi）
- 金色里程碑（Milliarium Aureum）：
- 黑色大理石（Lapis Niger）
- 圣道（Via Sacra）
- 佛卡斯圆柱
- 马梅尔定监狱（拉丁文：Carcere Mamertino）

## 外部連結
- 羅馬廣場的三維重建 （页面存档备份，存于） - www.italyrome.info （页面存档备份，存于）
- Digital Roman Forum（页面存档备份，存于）, 3D reconstructions of the Roman Forum in ca. 400
- 羅馬古墟 （页面存档备份，存于）
- 古羅馬廣場（1）Forum Romanum （页面存档备份，存于）